# Palais des Évêques (Issigeac)
Le palais des évêques est un château français implanté sur la commune d'Issigeac dans le département de la Dordogne, en région Nouvelle-Aquitaine.

## Présentation
Le palais des évêques de Sarlat se situe en Périgord pourpre, au sud du département de la Dordogne. Il est implanté à l'emplacement des anciens remparts, dans le village même d'Issigeac.

## Historique
L'évêque de Sarlat est seigneur de la ville depuis 1358.
Le château, résidence d'été des évêques de Sarlat jusqu'à la Révolution, appelé Evescat en patois, a été bâti vers 1660 sur d'anciennes fondations par l'évêque François de Salignac. Fénelon y a séjourné en 1681.

## Protection
Le bâtiment a été inscrit au titre des monuments historiques depuis le 5 octobre 1946.